# Arnaud Boiteau

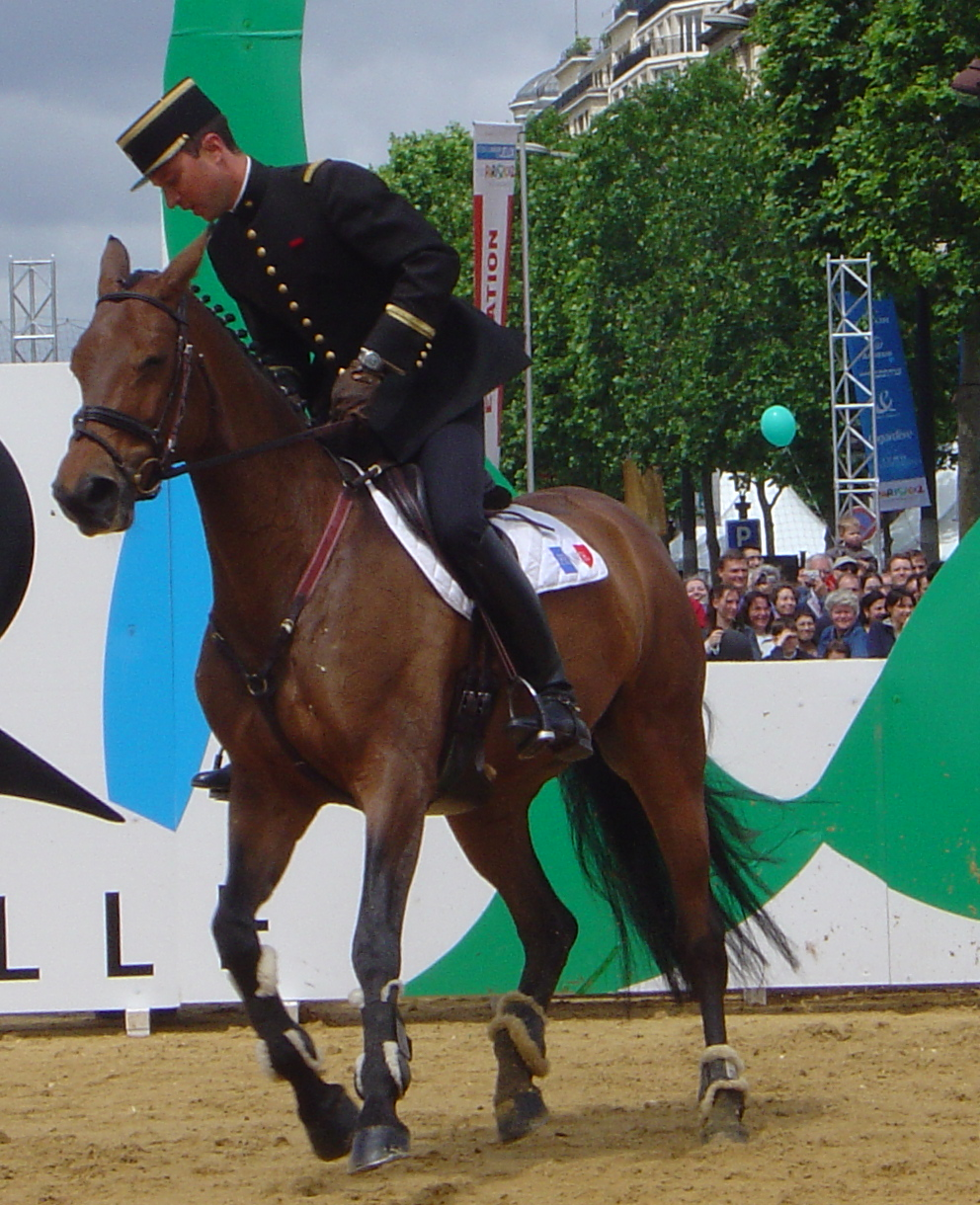
Arnaud Boiteau, 2005

Arnaud Boiteau (* 7. November 1973 in Angers) ist ein französischer Vielseitigkeitsreiter, Olympiasieger und Ritter der Ehrenlegion. Boiteau ist Reitlehrer des Cadre Noir, der Nationalen Reitsportschule in Saumur.

## Karriere
Als 14-Jähriger bestritt Boiteau seine ersten Vielseitigkeitswettbewerbe. Im Jahr 2000 gewann er in Boekelo erstmals die Teamwertung einer Veranstaltung der zweithöchsten Kategorie CCI***.
Boiteaus größter Erfolg ist der Gewinn der Mannschafts-Goldmedaille bei den Olympischen Spielen 2004 in Athen. Die Franzosen waren zunächst Zweite geworden, das deutsche Team wurde nachträglich auf den vierten Platz zurückgesetzt, da Bettina Hoy beim Springreiten die Zeitmessung zu früh ausgelöst hatte. Der Internationale Sportgerichtshof bestätigte die Entscheidung der Jury.
Bei Europameisterschaften wurde Boiteau mit der französischen Equipe dreimal hintereinander Zweiter (2003 in Punchestown, 2005 in Blenheim und 2007 in Pratoni del Vivaro), jeweils hinter den Briten. Während Boiteau 2009 bei den Europameisterschaften in Fontainebleau nur als Einzelreiter am Start war und die Prüfung hier nicht beendete, gehörte er 2010 bei den Weltreiterspielen in Lexington wieder zur Mannschaft Frankreichs. Alle seine Erfolge bei internationalen Championaten bis 2010 erzielte er mit dem Pferd Expo du Moulin. Im Jahr 2006 wurde Arnaud Boiteau zudem beim Weltcupfinale in Malmö Vierter mit Expo du Moulin.
Bei den Europameisterschaften 2013 war Boiteau erneut als Einzelreiter am Start, sein Pferd war hier der Wallach Quoriano. Im Herbst 2014 ging Boiteaus Pferd Quoriano bei den Étoiles de Pau mit ihm erstmals bei einem CCI 4* an den Start, sie kamen als beste französische Teilnehmer auf den dritten Rang. Daneben gewann Arnaud Boiteau mit Sultan de la Motte hier auch die CIC 2*-Prüfung.

## Platzierungen bei internationalen Championaten
- Olympische Spiele:
  - 2004, Athen: mit Expo du Moulin 1. Platz mit der Mannschaft, in der Einzelwertung ausgeschieden

- Weltreiterspiele:
  - 2002, Jerez de la Frontera: mit Expo du Moulin 42. Platz in der Einzelwertung
  - 2006, Aachen: mit Expo du Moulin 7. Platz mit der Mannschaft, in der Einzelwertung ausgeschieden
  - 2010, Lexington KY: mit Expo du Moulin 8. Platz mit der Mannschaft, 47. Platz in der Einzelwertung

- Europameisterschaften:
  - 2003, Punchestown: mit Expo du Moulin 2. Platz mit der Mannschaft, 10. Platz in der Einzelwertung
  - 2005, Blenheim: mit Expo du Moulin 2. Platz mit der Mannschaft, 8. Platz in der Einzelwertung
  - 2007, Pratoni del Vivaro: mit Expo du Moulin 2. Platz mit der Mannschaft, 10. Platz in der Einzelwertung
  - 2009, Fontainebleau: mit Expo du Moulin in der Einzelwertung ausgeschieden
  - 2013, Malmö: mit Quoriano 15. Platz in der Einzelwertung[3]

## Pferde
- Expo du Moulin (* 1992; † 2016), brauner Selle-Français-Wallach, Vater: Royalme, Muttervater: Air de Cour, 2011 aus dem Sport verabschiedet[4][5]
- Quoriano*ENE-HN (* 2004), brauner Wallach, Vater: Coriano, Muttervater: Prince du Logis[6]